# Цикл Фроста
Цикл Фроста-Музуліна, або просто цикл Фроста (англ. Frost's circle) — графічний метод оцінки ароматичності планарних моноциклічних сполук з кон'югованими зв'язками. Він був розроблений Артуром А. Фростом та Борисом Музуліним.
Розрахунок енергій МО кон'югованих циклічних полієнів за методом Гюккеля приводить до цікавого спостереження, що циклічні полієни з {\displaystyle n} атомів Карбону, які мають головну вісь обертання Cn, мають такі енергії МО, що їх можна розмістити у вершинах звичайного {\displaystyle n}-кутника. Молекули, які мають непарну кількість електронних пар ({\displaystyle 4n+2} π-електронів, де {\displaystyle n} - ціле невід'ємне число), повністю заповнюють зв'язуючі й незв'язуючі орбіталі, що є енергетично вигідним. Тому такі сполуки відносяться до ароматичних. При парній кількості електронних пар ({\displaystyle 4n} π-електронів) заповнення МО утворює дирадикал, що робить молекулу дуже реактивною, а також є енергетично невигідним. Такі сполуки нестійкі й відносяться до антиароматичних.

## Побудова циклу Фроста
Циклічний полієн, ароматичність якого потрібно перевірити, розташовується вершиною вниз, навколо нього малюється описана окружність. Якщо позначити радіус цієї окружності як 2β, то відносні енергії π-орбіталей {\displaystyle m=0-n} розраховуються за формулами
{\displaystyle \sin(m*360^{\circ }/n-90^{\circ })*2\beta }
або
{\displaystyle \sin(m*2\pi /n-\pi /2)*2\beta }
Потім утворені орбіталі заповнюються згідно з правилами Гунда:

## Приклади

Приклади ароматичних сполук
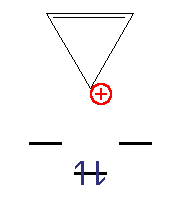
Циклопропеніл-катіон
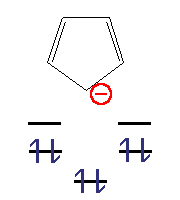
Циклопентадієніл-аніон
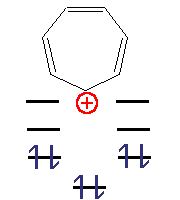
Циклогептатрієніл-катіон (тропілій-катіон)

Приклади антиароматичних сполук
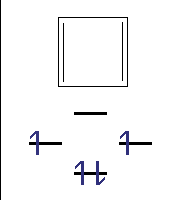
Циклобутадієн
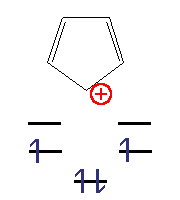
Циклопентадієніл-катіон
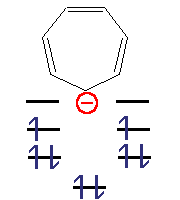
Циклогептатрієніл-аніон